# Akiko (revista em quadrinhos)
Akiko é uma série de revistas em quadrinhos americana criada e produzida por Mark Crilley durante a década de 1990. Protagonizada por "Akiko", uma adolescente japonesa que é transportada para o planeta "Smoo", a série é destinada ao público infanto-juvenil, e foi bem-recebida pela crítica e pelo público durante sua publicação original. Foi indicada em 1997 e 1998 ao Eisner de "Melhor Série".